# Vojdan Stojanovski
Vojdan Stojanovski (en macedonio,Војдан Стојановски, nacido el 9 de diciembre de 1987 en Skopje) es un jugador de baloncesto macedonio que pertenece a la plantilla del BCM Gravelines-Dunkerque de la Pro A francesa. Con 1,94 metros de estatura, juega en la posición de base.

## Trayectoria deportiva
Comenzó jugando en diversos equipos de su país, jugando también en las ligas de Serbia, Ucrania y Alemania, donde en 2013 fichó por el ALBA Berlín, equipo donde promedió 4,0 puntos en la Euroliga. Después de pasar por varios equipos de la liga macedonia, el jugador jugó en el Cherkasy Monkeys y el BC Donetsk de la liga ucraniana, antes de dar el salto al Alba Berlín alemán, con el que disputaría la Euroliga y en cuyas filas militó entre septiembre de 2013 y enero de 2015.
En enero de 2015 fichó por el Bàsquet Club Andorra de la liga ACB española. En Andorra promedió 12,1 puntos, 2,5 rebotes, 2 asistencias y 10,5 de valoración en 24 los minutos por partido que estuvo en cancha.
En agosto de 2016, firma  un contrato por una temporada con el Baloncesto Sevilla, según ha informado la web oficial de la Liga Endesa.